# Autoba vinosa
Autoba vinosa là một loài bướm đêm trong họ Erebidae.